# Earl of Norfolk
Earl of Norfolk ist ein erblicher britischer Adelstitel, der viermal innerhalb der Peerage of England verliehen wurde.

## Verleihungen
Der Titel wurde erstmals 1070 von Wilhelm I. an seinen anglo-bretonischen Gefolgsmann Ralph de Gaël verliehen, einem Ahn des Geschlechts Montfort-Laval. Es ist unklar, ob bereits sein Vater Ralph Stalre (vor 1011–1069), der ehemalige Dapifer des Königs Eduard der Bekenner, 1067 von Wilhelm I. zum Earl erhoben wurde. 1075 beteiligte er sich Ralph de Gaël am erfolglosen Aufstand der Grafen, weshalb er den Titel aberkannt bekam und seine Ländereien in England verlor. Er zog sich später in die Bretagne zurück, wo er Herr von Gaël war und später auch Herr von Montfort-sur-Meu wurde.
Um 1141 wurde er Titel in zweiter Verleihung an Hugh Bigod aus dem Hause Bigod verliehen. Der Titel erlosch beim kinderlosen Tod seines Ur-urenkels, des 5. Earls 1306. Der 4. Earl war in weiblicher Linie mit dem Anselm Marshal, 6. Earl of Pembroke verwandt und erbte bei dessen Tod 1245 das Vorrecht auf dessen Amt als Marshall von England, dieses blieb seither eng mit den Earls of Norfolk verknüpft und wird auch heute vom Earl und Dukes of Norfolk getragen.
1312 wurde der Titel für Thomas of Brotherton, einen jüngeren Sohn König Eduards I. aus dem Hause Plantagenet, neu geschaffen. Der Titel war auch in weiblicher Linie vererbbar. Bei seinem Tod ging der Titel an seine Tochter Margaret als 2. Countess über, die am 29. September 1397 auf Lebenszeit zur Duchess of Norfolk erhoben wurde. Zugleich wurde auch deren Enkel Thomas Mowbray (Haus Mowbray) zum erblichen Duke of Norfolk erhoben, der 1399 Margaret als 3. Earl of Norfolk beerbte. Der Duke-Titel erlosch am 14. Januar 1476 beim Tod seines Urenkels, des 4. Dukes, das Earldom am 19. November 1481 beim Tod seiner achtjährigen Tochter, der 8. Countess.
Der derzeitige Titel wurde in vierter Verleihung am 6. Juni 1644 an Thomas Howard, 21. Earl of Arundel, 4. Earl of Surrey, aus dem Hause Howard verliehen. Er war ein Enkel des Thomas Howard, 4. Duke of Norfolk, dem 1572 der 1483 neugeschaffene Titel Duke of Norfolk wegen Hochverrats aberkannt worden war. Sein Enkel, der 20. Earl of Arundel und 3. Earl of Norfolk, erwirkte 1660 die Wiederherstellung des Duketitels für ihn als 5. Duke. Das Earldom of Norfolk ist seither ein nachgeordneter Titel des jeweiligen Dukes. Heutiger Titelinhaber ist seit 2002 Edward Fitzalan-Howard, 18. Duke of Norfolk als 16. Earl of Norfolk.

## Liste der Earls of Norfolk

### Earls of Norfolk, erste Verleihung (1070)
- Ralph de Gaël, 1. Earl of Norfolk († 1097) (Titel verwirkt 1075)

### Earls of Norfolk, zweite Verleihung (1141)
- Hugh Bigod, 1. Earl of Norfolk (1095–1177)
- Roger Bigod, 2. Earl of Norfolk († 1221)
- Hugh Bigod, 3. Earl of Norfolk († 1225)
- Roger Bigod, 4. Earl of Norfolk († 1270)
- Roger Bigod, 5. Earl of Norfolk († 1306)

### Earls of Norfolk, dritte Verleihung (1312)
- Thomas of Brotherton, 1. Earl of Norfolk (1300–1338)
- Margaret Brotherton, Duchess of Norfolk, 2. Countess of Norfolk († 1399)
- Thomas Mowbray, 1. Duke of Norfolk, 3. Earl of Norfolk (1365–1399) (Dukedom verwirkt 1399)
- Thomas Mowbray, 4. Earl of Norfolk (1385–1405)
- John Mowbray, 2. Duke of Norfolk, 5. Earl of Norfolk (1392–1432) (Dukedom wiederhergestellt 1425)
- John Mowbray, 3. Duke of Norfolk, 6. Earl of Norfolk (1415–1461)
- John Mowbray, 4. Duke of Norfolk, 7. Earl of Norfolk (1444–1476)
- Anne Mowbray, 8. Countess of Norfolk (1472–1481)

### Earls of Norfolk, vierte Verleihung (1644)
- Thomas Howard, 21. Earl of Arundel, 1. Earl of Norfolk (1585–1646)
- Henry Howard, 22. Earl of Arundel, 2. Earl of Norfolk (1608–1652)
- Thomas Howard, 5. Duke of Norfolk, 3. Earl of Norfolk (1627–1677)
- Henry Howard, 6. Duke of Norfolk, 4. Earl of Norfolk (1628–1684)
- Henry Howard, 7. Duke of Norfolk, 5. Earl of Norfolk (1655–1701)
- Thomas Howard, 8. Duke of Norfolk, 6. Earl of Norfolk (1683–1732)
- Edward Howard, 9. Duke of Norfolk, 7. Earl of Norfolk (1685–1777)
- Charles Howard, 10. Duke of Norfolk, 8. Earl of Norfolk (1720–1786)
- Charles Howard, 11. Duke of Norfolk, 9. Earl of Norfolk (1746–1815)
- Bernard Fitzalan-Howard, 12. Duke of Norfolk, 10. Earl of Norfolk (1765–1842)
- Henry Fitzalan-Howard, 13. Duke of Norfolk, 11. Earl of Norfolk (1791–1856)
- Henry Fitzalan-Howard, 14. Duke of Norfolk, 12. Earl of Norfolk (1815–1860)
- Henry Fitzalan-Howard, 15. Duke of Norfolk, 13. Earl of Norfolk (1847–1917)
- Bernard Fitzalan-Howard, 16. Duke of Norfolk, 14. Earl of Norfolk (1908–1975)
- Miles Fitzalan-Howard, 17. Duke of Norfolk, 15. Earl of Norfolk (1915–2002)
- Edward Fitzalan-Howard, 18. Duke of Norfolk, 16. Earl of Norfolk (* 1956)

Titelerbe (Heir apparent) ist der Sohn des aktuellen Titelinhabers Henry Fitzalan-Howard, Earl of Arundel and Surrey (* 1987).